# Nacaduba sanoensis
Nacaduba sanoensis är en fjärilsart som beskrevs av Druce. Nacaduba sanoensis ingår i släktet Nacaduba och familjen juvelvingar. Inga underarter finns listade i Catalogue of Life.